# Candia (famiglia)

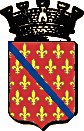
Stemma dei Candia

I di Candia (de Candie) sono un'antica famiglia nobiliare della Savoia.

## Esponenti della famiglia
- Franco de Candia, visdomino (Vice dominus) di Ginevra in 1377[1].